# Borgentreich
Borgentreich (dolnoniem. Bentreike) – miasto w Niemczech, położone w kraju związkowym Nadrenia Północna-Westfalia, w rejencji Detmold, w powiecie Höxter. W 2010 roku liczyło 9092 mieszkańców.

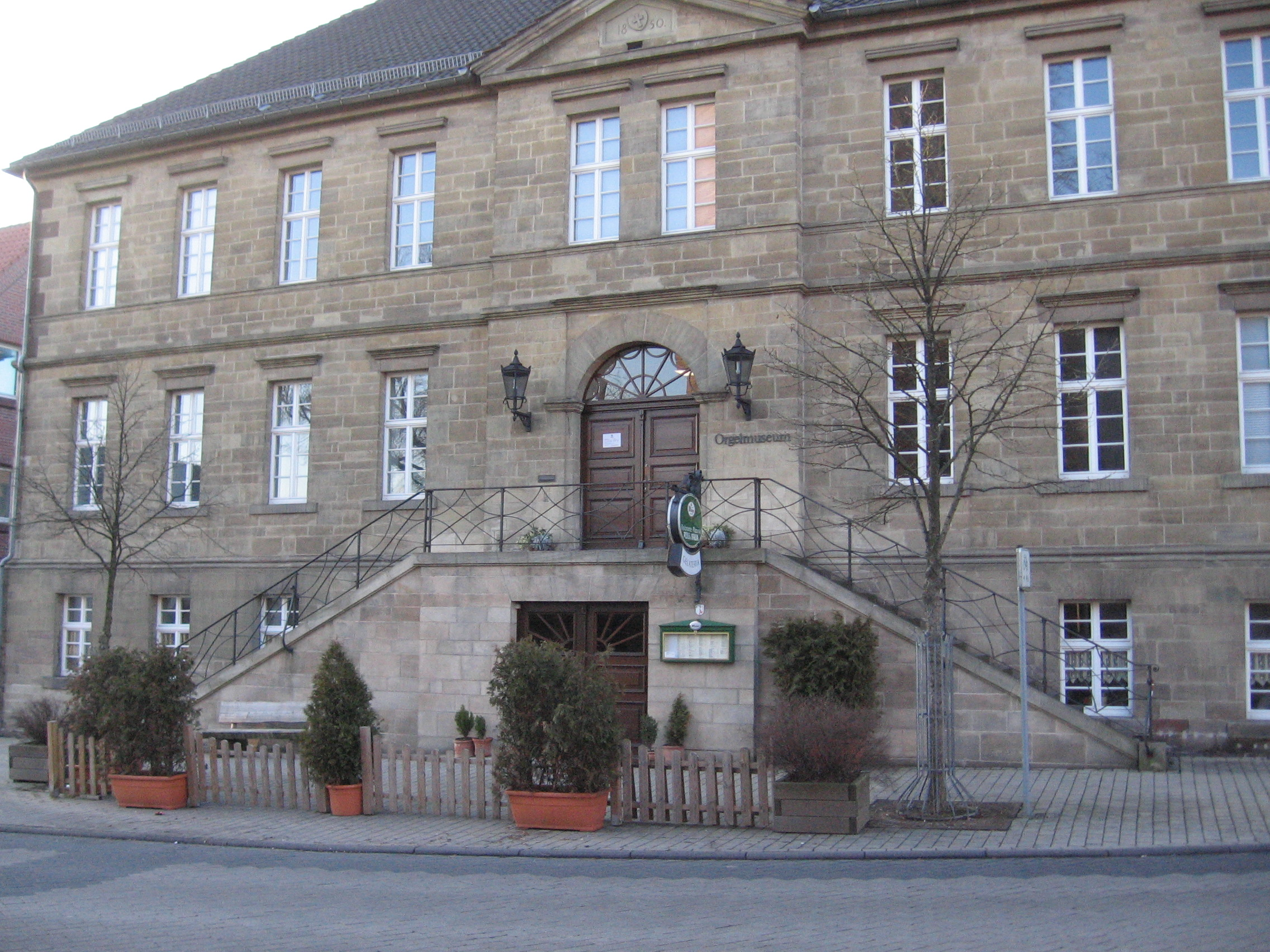
Muzeum w Borgentreich

## Współpraca
Miejscowości partnerskie:
- Rue, Francja
- Schlieben, Brandenburgia